# Poppy (satélite)

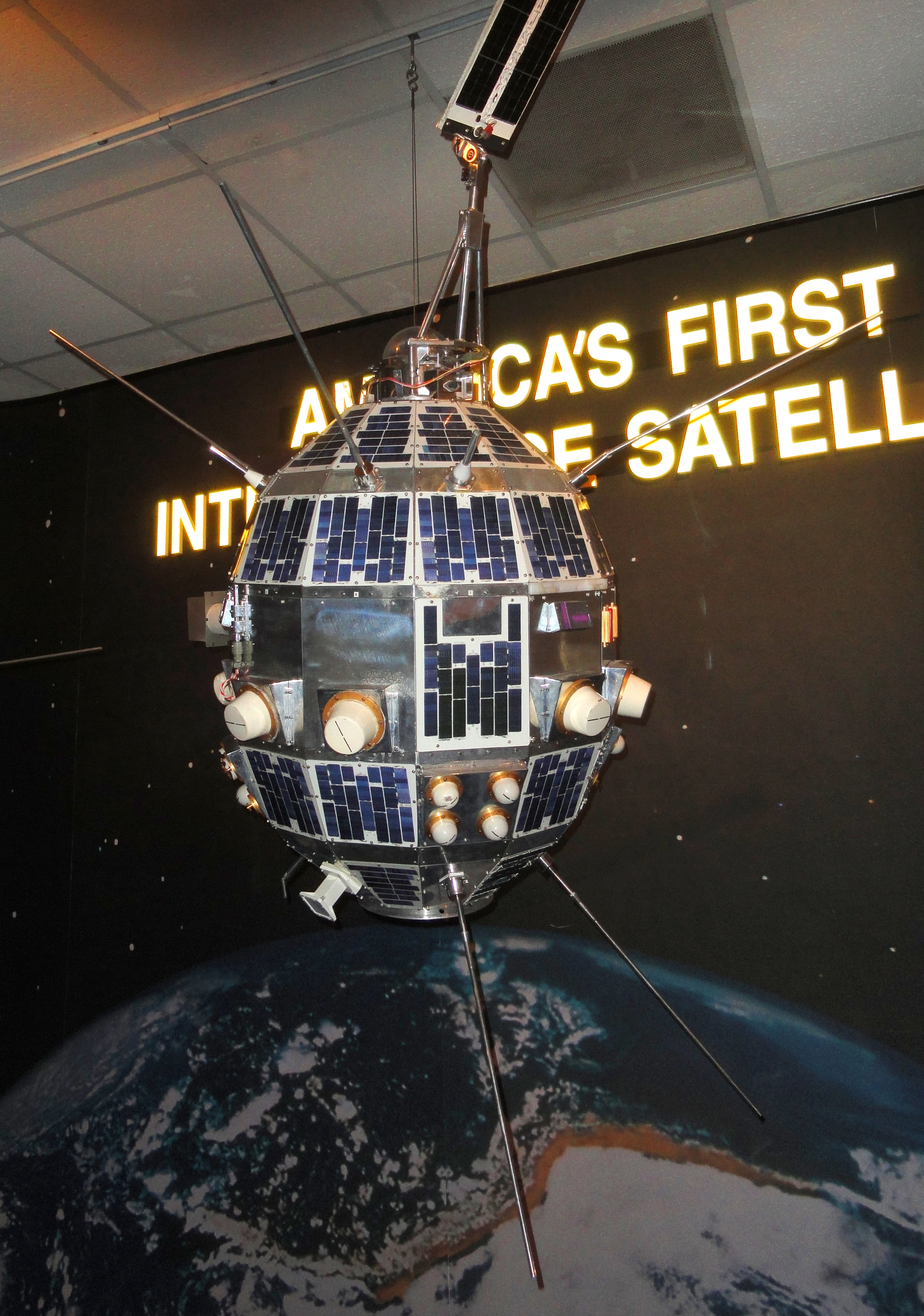
Satélite de inteligência POPPY

POPPY é o nome de código dado a uma série de satélites de inteligência dos Estados Unidos operados pelo National Reconnaissance Office. Os satélites POPPY registraram dados de inteligência de sinais eletrônicos (ELINT), visando instalações de radar na União Soviética e navios de guerra soviéticos no mar.
O programa POPPY foi uma continuação dentro do Programa C do NRO do programa Galactic Radiation and Background (GRAB) ELINT do Naval Research Laboratory (NRL), também conhecido como Tattletale. A Agência de Segurança Nacional recebeu a responsabilidade de coletar, interpretar e relatar os sinais interceptados.
A existência do programa POPPY foi desclassificada pela NRO em setembro de 2005, embora a maioria dos detalhes sobre suas capacidades e operação ainda sejam confidenciais. A NRO revelou, no entanto, que os satélites POPPY, como outros sistemas de inteligência de sinais dos EUA (SIGINT), usavam o princípio da diferença de tempo de chegada dos sinais, o que permite a localização precisa de um objeto. Todos os lançamentos POPPY orbitavam vários satélites. O primeiro lançamento POPPY incluiu dois satélites, o lançamento n.º 2 e n.º 3, três satélites cada, e os lançamentos subsequentes orbitaram quatro satélites cada. A configuração completa, portanto, empregou quatro veículos em órbita baixa da Terra.
Houve sete lançamentos de satélites POPPY da Base da Força Espacial de Vandenberg de 1962 a 1971, todos bem-sucedidos. O programa continuou até agosto de 1977

## Estações terrestres
Os satélites POPPY funcionavam em um modo de armazenar e despejar. Eles registravam e armazenavam dados enquanto passavam sobre uma área alvo e, posteriormente, transmitiam ou "despejavam" essas informações armazenadas durante sua passagem sobre uma estação terrestre. As estações terrestres POPPY conhecidas estavam localizadas em Adak, Lajes Field, Edzell e Todendorf.